# Роман Сабінський
Роман Сабінський (пол. Roman Zdzisław Jerzy Sabiński, нар. 28 грудня 1908, Львів, Австро-Угорщина — пом. 28 червня 1978, Манчестер, Велика Британія) — польський хокеїст.

## Із біографії
Народився 28 грудня 1908 у Львові. У дванадцять років брав участь в обороні міста від загонів Червоної Армії (червень-вересень 1920 року). Входив до підрозділу муніципальної Цивільної гвардії. Отримав нагороду — Хрест за оборону Львова. Згодом закінчив вісім класів гімназії та два курси у Національному комерційному ліцеї. Працював службовцем Каси народної дружини поліції Львівського воєводства. Займався різними видами спорту, але найбільших успіхів досяг у хокеї на льоду.
Виступав за клуб «Погонь» (Львів). За національну команду дебютував 31 січня 1929 у Будапешті проти збірної Швейцарії (2:0). Це був матч чемпіонату Європи. У підсумку збірна Польщі здобула срібні нагороди. Серед віце-чемпіонів було троє гравців львівської «Погоні»: Вацлав Кухар, Ян Гемерлінг та Роман Сабінський.
У складі національної збірної був учасником Олімпійських ігор 1932 у Лейк-Плесіді (4-е місце). На турнірі провів усі шість матчів. До речі, у складі польської дружини було ще двоє представників львівських клубів: Казимир Соколовський («Лехія») та Альберт Маєр («Погонь»). Всього за збірну Польщі провів 35 матчів. У сезоні 1932/33 його команда, «Погонь», здобула титул чемпіона Польщі.
Помер 28 червня 1978 року на 70-му році життя у Манчестері (Велика Британія).

## Досягнення
- Віце-чемпіон Європи (1): 1929
- Чемпіон Польщі (1): 1933
- Віце-чемпіон Польщі (2): 1929, 1930

## Статистика
Статистика виступів на Олімпійських іграх у Лейк-Плесіді:
| № | Дата           | Команда | Рахунок | Суперник  |
| - | -------------- | ------- | ------- | --------- |
| 1 | 4 лютого 1932  | Польща  | 1 : 2   | Німеччина |
| 2 | 5 лютого 1932  | Польща  | 1 : 4   | США       |
| 3 | 7 лютого 1932  | Польща  | 0 : 9   | Канада    |
| 4 | 8 лютого 1932  | Польща  | 0 : 5   | США       |
| 5 | 9 лютого 1932  | Польща  | 0 : 10  | Канада    |
| 6 | 13 лютого 1932 | Польща  | 1 : 4   | Німеччина |